# یاسر بن عامر
یاسر بن عامر بن مالک عَنسی (به عربی: یَاسِر ٱبْن عَامِر ٱبْن مَالِک ٱلْعَنْسِیّ) از همراهان اولیه محمد پیامبر اسلام بود. وی پس از همسرش سمیه، دومین شهید اسلام نامیده می‌شود.

## اوایل زندگی
یاسر اصالتاً از خاندان مالک قبیله مذحج در یمن بود. او به همراه دو برادرش حارث و مالک، برای جستجوی برادر چهارمی که گم شده بود به سمت شمال و مکه سفر کردند. پس از آن حارث و مالک به یمن بازگشتند، اما یاسر تصمیم گرفت که در مکه بماند. وی به جمع محافظان ابوحذیفه بن مغیره، یکی از اعضای خاندان مخزومیان در قبیله قریش پیوست.: 188 : 29, 116–117 
ابوحذیفه برده‌اش سمیه را به همسری یاسر درآورد و حاصل این ازدواج، تولد پسری به نام عمار در سال ۵۶۶ میلادی بود.: 29, 117 : 185  یاسر و سمیه فرزند دیگری به نام عبدالله داشتند که همراه پدر و مادرش مسلمان شد. همچنین یاسر پسر دیگری بزرگ‌تر از عمار و عبدالله، به نام حریث داشت که بنی‌دیل در جاهلیت او را کشتند.

## گرویدن به اسلام
یاسر، سمیه، عبدالله و عمار همه در اوایل ظهور اسلام مسلمان شدند.: 188–189 : 29, 117 : 185  از سال ۶۱۴ میلادی سران قبیله قریش، مسلمانانی که جایگاه اجتماعی پایین‌تری داشتند را مورد آزار و اذیت قرار دادند.: 143  پس از مرگ ابوحذیفه و بی‌سرپرست ماندن یاسر و خانواده اش در مکه: 29, 117 ، مخزومیان آن‌ها را تحت فشار قرار دادند تا از ایمان‌شان به اسلام دست بردارند.: 185–186 : 145 
یاسر، سمیه و عمار مجبور بودند شکنجه‌هایی مانند ایستادن زیر آفتاب و در گرمای روز را تحمل کنند.: 178 : 145  محمد زمانی که آن‌ها را می‌دید و از کنارشان می‌گذشت، می‌گفت: «ای خانوادهٔ یاسر! صبر کنید که وعده‌گاه شما بهشت خواهد بود.»: 190 : 145 
ابوجهل که یکی از اعضای خاندان مخزوم و برادرزادهٔ ابوحذیفه بود، سمیه را مورد ضرب و شتم قرار داد و او را با نیزه خود به قتل رساند.: 178 : 186 : 145 

## مرگ و میراث
به‌طور کلی فرض بر این است که یاسر نیز بر اثر این آزار و شکنجه‌ها کشته شد.
اما در هیچ‌یک از منابع اولیه مانند ابن اسحاق، ابن سعد، بخاری، مسلم یا طبری هیچ گونه اشاره‌ای در مورد چگونگی مرگ یاسر وجود ندارد. از آنجا که نام او در میان کسانی که در سال ۶۲۲ به مدینه مهاجرت کرده‌اند نیست، احتمالاً درگذشت یاسر قبل از آن تاریخ بوده‌است. با این حال این احتمال وجود دارد که مرگ وی، مرگ طبیعی باشد.